# Dargobądz (gromada)
Dargobądz – dawna gromada, czyli najmniejsza jednostka podziału terytorialnego Polskiej Rzeczypospolitej Ludowej w latach 1954–1972.
Gromady, z gromadzkimi radami narodowymi (GRN) jako organami władzy najniższego stopnia na wsi, funkcjonowały od reformy reorganizującej administrację wiejską przeprowadzonej jesienią 1954 do momentu ich zniesienia z dniem 1 stycznia 1973, tym samym wypierając organizację gminną w latach 1954–1972.
Gromadę Dargobądz z siedzibą GRN w Dargobądzu utworzono – jako jedną z 8759 gromad na obszarze Polski – w powiecie wolińskim w woj. szczecińskim na mocy uchwały nr V/52/54 WRN w Szczecinie z dnia 5 października 1954. W skład jednostki weszły obszary dotychczasowych gromad Dargobądz, Lubin, Mokrzyca Wielka, Mokrzyca Mała, Płocin, Sułomino, Wapnica i Wicko ze zniesionej gminy Dargobądz w tymże powiecie. Dla gromady ustalono 13 członków gromadzkiej rady narodowej.
31 grudnia 1959 z gromady Dargobądz wyłączono tereny lasów państwowych Nadleśnictwa Warnowo (oddział 103 o powierzchni 12,10 ha), włączając je do miasta Międzyzdroje w tymże powiecie.
Gromada przetrwała do końca 1972 roku, czyli do kolejnej reformy gminnej. 1 stycznia 1973 miejscowości Lubin, Wapnica i Wicko włączono do Świnoujścia w ramach nowo utworzonego powiatu miejskiego Świnoujście (wyłączono je ponownie 15 marca 1984 w związku z utworzniem gminy Międzyzdroje).